# جوسيف راميريز
جوسيف راميريز (بالإسبانية: José Ramírez) هو كاهن كاثوليكي ورسام إسباني، ولد في 1624 في بلنسية في إسبانيا، وتوفي في 1692.